# Resiliencia (arte)
En el arte, la resiliencia es la capacidad de una obra de arte de conservar su particularidad a través de la estética, distinguiéndose de cualquier otro objeto a pesar de la creciente subjetivización en la producción de obras. La resiliencia en el arte surge como una respuesta a la eliminación gradual de la belleza durante el siglo XX, lo que resulta en la incapacidad de definir una obra de arte. 

## Historia
A finales del siglo XIX y principios del siglo XX surgieron una serie de movimientos artísticos que buscaron adaptarse a los grandes cambios que estaban teniendo lugar a nivel social, industrial, económico y político como el simbolismo , el cubismo  o el surrealismo . De forma paralela, surgen otros movimientos más estrafalarios como les Hirsutes, les Hydropathes y les Incohérents… así como movimientos altamente politizados y subversivos como el constructivismo, suprematismo, futurismo  y dadaísmo. Estos movimientos, combinados con la estética analítica anglosajona de la década de 1950, que se caracteriza fundamentalmente por el rechazo de la noción de lo bello como fundamento del arte, ponen en tela de juicio la propia existencia de la obra de arte como  logro humano específico. La estética analítica basará el arte en el consenso del «mundo del arte», aceptando de este modo que cualquier objeto pueda considerarse arte siempre que se encuentre en un lugar previsto a tal efecto. De esta manera, el arte no ofrece una homogeneidad vinculada a un sustrato cultural, sino a una pluralidad de individualidades. No se desarrolla en el tiempo, su duración se vuelve efímera. Lo bello es considerado innecesario, alegando que una obra de arte no tiene que fundamentarse en la belleza, ella se vale por sí misma.
La estética analítica se remonta a la filosofía del siglo XVIII, cuando filósofos como Edmund Burke  o Herbart , afirman que no existe una belleza existente por sí misma. La belleza no reside en el objeto en sí, sino en el sujeto que experimenta alguna emoción. Poco a poco, la idea de belleza da paso a la sensación de belleza. La definición objetiva de lo bello se vuelve imposible, se relega a la evaluación subjetiva del espectador. De esta manera, la teoría de la belleza, que se trata de un conocimiento basado en las matemáticas desde la Grecia antigua, se convierte en un sentimiento estético subjetivo. Aparte de esto, las teorías sobre la autonomía de la fealdad (véase Raymond Polín ) alentarán la proliferación de las producciones más aleatorias, antiestéticas y provocativas en el contexto del arte contemporáneo. Lo que se puede discutir sobre la estética analítica es que en sus análisis no se parte del arte como unidad conceptual, sino que se confía en los logros de los artistas en un momento histórico determinado. Los filósofos analíticos eligen el urinario de Marcel Duchamp  y los trabajos de Andy Warhol como pilar de su posicionamiento y nuevo punto de referencia. Se puede llevar a cabo la misma observación en cuanto al pensamiento posmoderno e «irrepresentable» en Jean-François Lyotard , también vinculado a la historia europea. 
Existen otros factores que han tenido un impacto significativo en la situación confusa en la que se encuentra el arte en la actualidad. A lo largo del siglo XX, son diversos los campos de conocimiento que han estudiado el arte: la filosofía, la sociología, el psicoanálisis, la historia del arte y la economía entre otros. Esto llevó a la desarticulación de la noción del arte en sí. Cada rama ha hecho hincapié en algunas de las peculiaridades de este complejo «mundo» llamado arte. Todos han aportado algo de una manera u otra perdiendo la visión global. Los dominios se han separado, cada uno con sus propios criterios. En consecuencia, se tiene una conclusión errónea sobre la imposibilidad de definir el arte y la ausencia total de la capacidad de juicio de la calidad de las obras, y por lo tanto, del reconocimiento de una producción como el arte en sí. Lo que Lyotard denominará el estallido de los «grandes relatos» de la modernidad, que concibe a una humanidad comprometida en el camino de la emancipación, ha contribuido a la aparición del sujeto autónomo que  se convierte  en la finalidad en sí mismo. El pensamiento posmoderno valorará las diferencias y los particularismos basados únicamente en la voluntad individual. Llegados a ese punto, lo único que cuenta es la intención del artista a nivel de las artes. Con una creciente subjetivización, la figura del artista y su sensibilidad primarán sobre cualquier enfoque racional.

## La resiliencia en el arte
La resiliencia en el arte tiende a restaurar los cimientos del arte en lo bello y su unidad.
- A la división de la percepción entre lo objetiva y lo subjetivo, la resiliencia  opone un visión combinada. Lo bello de una obra se percibe objetivamente, es la primera fracción de segundo en la que el espectador se encuentra frente a la obra, interviniendo a continuación el juicio subjetivo vinculado a la experiencia de este. Hoy en día nos beneficiamos de los nuevos conocimientos en neurobiología que analizan mediante imágenes médicas el comportamiento del cerebro frente a lo bello y donde en realidad retenemos los dos momentos en los que intervienen a su vez la neocorteza y el cerebro arcaico. Además, cada individuo reconoce instantáneamente lo bello como tal, algo que promueve la idea de lo bello objetivo basado en las estructuras del mundo (véase Pitágoras). Sigue el juicio "Me gusta, no me gusta".[7] La indistinción de estos dos momentos favoreció enormemente la idea de la belleza como un gusto subjetivo. Este factor doble se encuentra también en acción durante la creación del artista. Por un lado, se tiene en cuenta su experiencia, su forma de ver el mundo, sus conocimientos e intuiciones,[8] pero también su capacidad de capturar y restaurar el mundo que lo rodea.[9] A esto cabe añadir la calidad de elaboración y estructuración del trabajo con la misma armonía que se encuentra en la naturaleza.

- Cuando el arte contemporáneo se basa únicamente en la intención del artista, la resiliencia establece la responsabilidad del artista ante la comunidad, ya que el arte es un receptor de la "imagen" de la comunidad y actúa en paralelo sobre la cohesión de la misma. El hombre es un ser social, está hecho para vivir en sociedad por naturaleza, el individualismo excesivo es imposible y estas dos facetas han de combinarse en armonía.

- A nivel teórico, al  estudio fraccional, la resiliencia opone  un enfoque en forma sistémica. Desde el punto de vista práctico, la resiliencia elimina el discurso que sobrecarga  las producciones artísticas contemporáneas y se centra en la elaboración de las obras.

- Teniendo en cuenta que la calidad de una obra de arte es objetivamente identificable, la resiliencia en el arte descarta las producciones aleatorias, puramente gestuales, antiestéticas, conceptuales o solo decorativas. Una obra de arte consiste en el régimen estético y el régimen ético.[10] Podemos juzgar racionalmente la calidad estética de una obra y podemos entenderlo por nuestra sensibilidad en su parte "legible", en lo que "habla" o lo que evoca.

- La resiliencia relega el arte efímero al juego o al espectáculo y opta por el trabajo que se proyecta a largo plazo. Uno de los motivos es su naturaleza formativa.[11]

- En el plano formal, la resiliencia requiere la diversidad de las expresiones en lugar de la producción del arte contemporáneo que durante décadas ha estado generando imágenes reconocibles al instante como arte contemporáneo y que termina en un nuevo academicismo que se opone a cualquier otra forma de arte, considerándolas obsoletas.

Todas las culturas de todas las épocas generan imágenes de sí mismas a través de imágenes artísticas, pero no todas las imágenes artísticas son obras de arte. El arte contemporáneo que se impone como arte actual es quizás nuestra imagen, pero la resiliencia es esencial cuando se trata de su calidad como arte.

## El arte como factor de resiliencia
Todo ser humano tiene momentos en la vida que recordara ya sea para bien o para mal, sea consciente o inconsciente. Estos sucesos repercutirán en la vida de este formando su personalidad, es ahí donde nace este proyecto de la creación de la identidad artística a partir de estos acontecimientos memorables. Para comprender este fenómeno en su justa magnitud y desde una perspectiva integradora, cobra especial importancia su íntima relación con la personalidad nuestra forma de ser, sentir o actuar.
Un trauma es un fuerte daño emocional vivido en alguna etapa de nuestra vida, que afecta nuestro desarrollo como personas, todos podemos llegar a vivir un trauma. Para poder superar esto existen muchos procesos y uno de ellos es el arte pues ayuda a transformar ese trauma, nos ayuda a expresar nuestros sentimientos y encontramos una mejor salida para sentirnos mejor.
Con el arte podemos expresar ese dolor que sentimos por lo consiguiente logramos transformarlo. Hacemos de una situación traumática un modo de aprendizaje conforme a la creatividad, para ello transformaremos poco a poco ese trauma emocional en algo que nos ayudara a sobrellevar y comprender nuestra forma de ser, mejorando de esta forma nuestra calidad de vida. La función del arte en la sociedad es edificar, reconstruimos cuando estamos en peligro de derrumbe.
Para poder superar estos sucesos debemos pasar por un proceso de resiliencia, en el cual el arte juega un papel importante, pero ¿Cómo podemos usar el arte como método de resiliencia? El arte nos ofrece una escapatoria a esos momentos que nos atormentan, nos permiten sacar los sentimientos que tenemos más aunados a nuestro corazón, nos ayuda a construir una cultura de paz.
Viendo el mundo, además de las apariencias, vemos a opresores y oprimidos en todas las sociedades, etnias, géneros, clases y castas, vemos el mundo injusto y cruel. Tenemos la obligación de inventar otro mundo porque sabemos que otro mundo es posible. Pero nos incumbe a nosotros el construirlo con nuestras manos entrando en escena, en el escenario y en la vida.
Para esto se decidió crear una autobiografía a partir de piezas de grabado, relatando estos sucesos de vida que crearon una identidad en las piezas, pero también el cómo utilizamos el arte como factor de resiliencia. La experiencia de las personas nos está permitiendo el abordaje con modelos de trabajo que se basan en concepciones de resistencia a la adversidad, que pueden reparar la idea de daño y de víctima.